# Bötskären
Bötskären är en ö i Finland. Den ligger i Skärgårdshavet och i kommunen Kimitoön i den ekonomiska regionen  Åboland i landskapet Egentliga Finland, i den sydvästra delen av landet. Ön ligger omkring 61 kilometer söder om Åbo och omkring 130 kilometer väster om Helsingfors.
Öns area är 11,2 hektar och dess största längd är 0,6 kilometer i nord-sydlig riktning.
En kraftledning går till Bötskären från Vänoxa via Bergön och Träskön. Från Bötskären fortsätter den som undervattenskabel till Bolax.